# MAN Lion's City
Lion's City is een reeks autobussen van de Duitse fabrikant MAN SE. De naam werd in 2004 geïntroduceerd als aanduiding voor een bestaande serie lagevloerbussen van het bedrijf, achtereenvolgens type A20 uit 1996, A21 uit 1998 en A23 uit 1999. Direct na de invoering van de nieuwe benaming werden deze bussen volledig gemoderniseerd.

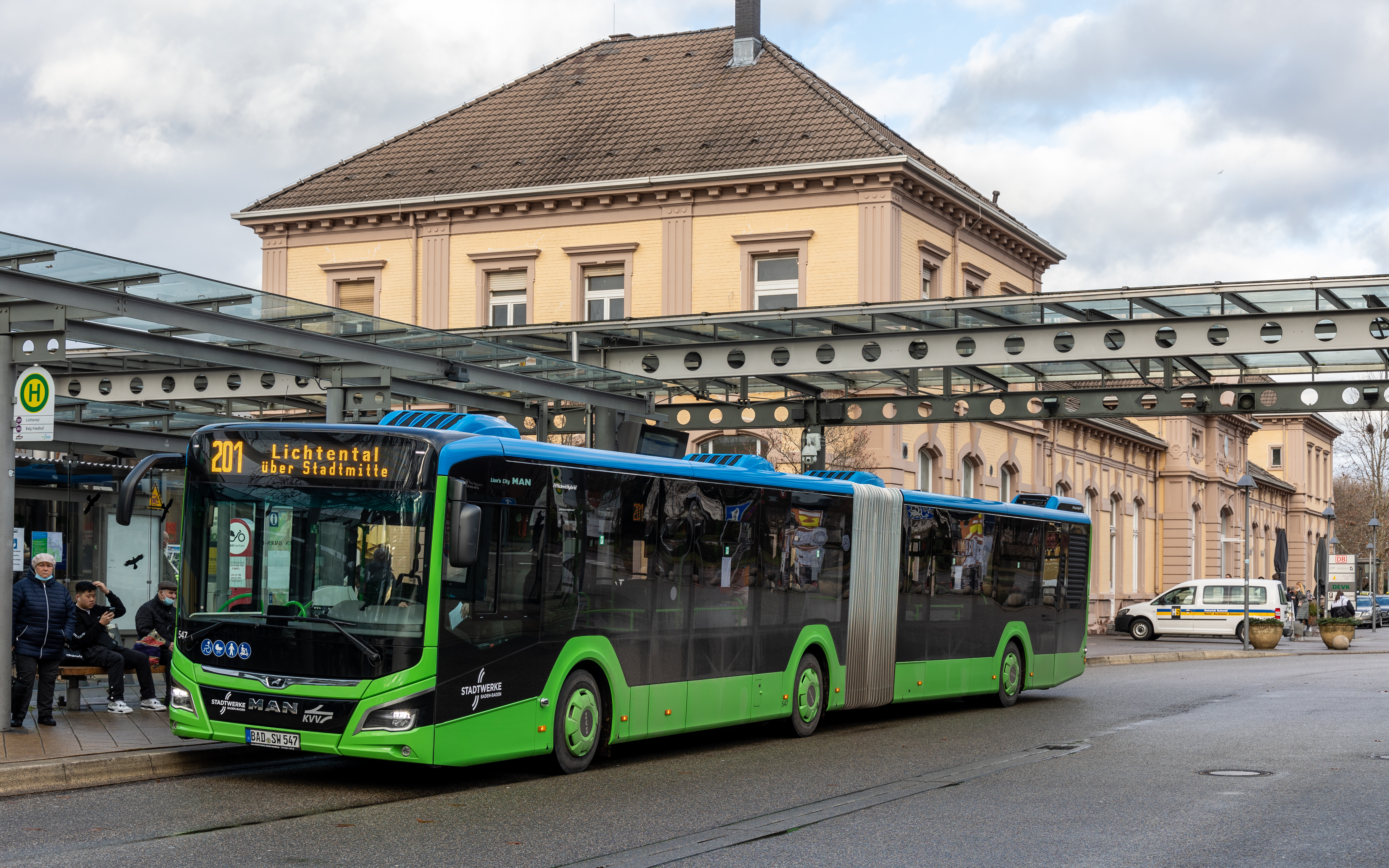
MAN Lion's City 18C EfficientHypbrid in Baden-Baden

De bussen zijn verkrijgbaar in een stads- en streekbus uitvoering. De toevoeging Ü aan enkele types is een verwijzing naar het Duitse woord Überlandbus, oftewel streekbus. Gelede versies worden aangeduid met de letter G, dubbeldeksbussen met DD.
In 2018 heeft MAN zijn nieuwe generatie Lion's City-bussen voltooid met de nieuwe D15-dieselmotor en nu ook met de nieuw ontwikkelde E18-gasmotor met 320 pk (235 kW), met ook als optie de MAN Efficient Hybrid.
| Handelsbenaming       | Type | Uitvoering            | Lengte                                  | Breedte  | Hoogte   | Assen | Deuren | Vermogen                   | Motorplaatsing |
| --------------------- | ---- | --------------------- | --------------------------------------- | -------- | -------- | ----- | ------ | -------------------------- | -------------- |
| Lion's City           | A21  | Stadsbus              | 11.980 mm                               | 2.500 mm | 2.880 mm | 2     | 2-3    | 245, 280, 320, 340, 360 pk | liggende motor |
| Lion's City           | A37  | Stadsbus              | 11.980 mm                               | 2.500 mm | 2.880 mm | 2     | 2-3    | 260, 290 pk                | staande motor  |
| Lion's City M         | A66  | Low-Entry midibus     | 08.610 mm 09.575 mm 09.775 mm 10.490 mm | 2.300 mm | 2.985 mm | 2     | 2      | 250 pk                     | liggende motor |
| Lion's City M         | A76  | Low-Entry midibus     | 08.610 mm 09.575 mm 09.775 mm 10.490 mm | 2.380 mm | 2.880 mm | 2     | 2      | 250 pk                     | liggende motor |
| Lion's City M         | A35  | Midibus               | 09.130 mm 09.695 mm 10.395 mm           | 2.380 mm | 2.880 mm | 2     | 2-3    | 250 pk                     | liggende motor |
| Lion's City M         | A47  | Midibus               | 10.500 mm                               | 2.500 mm | 2.880 mm | 2     | 2-3    | 260, 290 pk                | staande motor  |
| Lion's City M         | A22  | Midibus               | 10.500 mm 11.210 mm                     | 2.500 mm | 2.880 mm | 2     | 2-3    | 250 pk                     | liggende motor |
| Lion's Classic        | A72  | Standaardbus          | 11.857 mm                               | 2.550 mm | 3.130 mm | 2     | 2-3    | 280 pk                     | staande motor  |
| Lion's City T / LE    | A78  | Low-Entry stadsbus    | 11.950 mm                               | 2.550 mm | 3.128 mm | 2     | 2-3    | 260, 280 pk                | liggende motor |
| Lion's City TÜ / LE Ü | A78  | Low-Entry streekbus   | 11.950 mm                               | 2.550 mm | 3.128 mm | 2     | 2      | 260, 280 pk                | liggende motor |
| Lion's City Ü         | A20  | Streekbus             | 11.980 mm                               | 2.500 mm | 2.880 mm | 2     | 2      | 280, 320, 340, 360 pk      | liggende motor |
| Lion's City G         | A23  | Gelede stadsbus       | 17.980 mm                               | 2.500 mm | 2.880 mm | 3     | 3-4    | 310, 320, 350, 360 pk      | liggende motor |
| Lion's City GL        | A40  | Gelede stadsbus       | 18.750 mm                               | 2.500 mm | 2.880 mm | 3     | 3-5    | 310, 320, 350, 360 pk      | liggende motor |
| Lion's City GXL       | A43  | Gelede stadsbus       | 20.450 mm                               | 2.500 mm | 2.880 mm | 4     | 4      | 310, 320, 350, 360 pk      | liggende motor |
| Lion's City ÜLL       | A25  | Streekbus             | 14.705 mm                               | 2.500 mm | 2.880 mm | 3     | 2-3    | 280 pk                     | liggende motor |
| Lion's City C         | A36  | Stadsbus              | 13.680 mm                               | 2.500 mm | 2.880 mm | 3     | 3      | 280 pk                     | liggende motor |
| Lion's City L / LL    | A26  | Stadsbus              | 14.705 mm                               | 2.500 mm | 2.880 mm | 3     | 2-3    | 280 pk                     | liggende motor |
| Lion's City L LE      | A44  | Low-Entry streekbus   | 14.705 mm                               | 2.500 mm | 2.880 mm | 3     | 2      | 280 pk                     | liggende motor |
| Lion's City DD        | A39  | Dubbeldekker stadsbus | 13.730 mm                               | 2.550 mm | 4.060 mm | 3     | 3      | 320, 350, 360 pk           | liggende motor |

## Inzet in Nederland
| Bedrijf                    | Handelsbenaming           | Type   | Series                     | Aantal | Jaar      | Inzet                                                                                                  | Opmerkingen | Afbeelding |
| -------------------------- | ------------------------- | ------ | -------------------------- | ------ | --------- | --- | --- | ---------- |
| Arriva                     | Lion's City G CNG         | A23    | 251-254                    | 4      | 2008      | Groningen, Friesland                                                                                   | Reden oorspronkelijk als P+R Citybus Groningen en daarna op Ameland en Leeuwarden. In 2019 buiten dienst. |            |
| Arriva                     | Lion's City G CNG         | A23    | 255-260                    | 6      | 2008      | Groningen                                                                                              | Deze serie reed oorspronkelijk als P+R Citybus Groningen en zijn overgenomen door Syntus als 5245, 5247-5249, 5298 en 5299. |            |
| Arriva                     | Lion's City G             | A23    | 281-283                    | 3      | 2010      | Breda                                                                                                  | Ex-Veolia 6761-6765 |            |
| Arriva                     | Lion's City G             | A23    | 291                        | 1      | 2010      | Breda                                                                                                  | Pouw Vervoer 346 |            |
| Arriva                     | Lion's City G             | A23    | 292                        | 1      | 2010      | Breda                                                                                                  | Pouw Vervoer 347 |            |
| Arriva                     | Lion's City CNG           | A21    | 561                        | 1      | 2006      | Stadsdienst Groningen                                                                                  | Demobus. Werd zo nu en dan ook in andere Arriva gebieden gepresenteerd ter promotie van aardgasbussen. Naar Connexxion als 3150. |            |
| Arriva                     | Lion's City TÜ            | A78    | 1001                       | 1      | 2008      | Groningen                                                                                              | Proefbus |            |
| Arriva Touring             | Lion's City TÜ            | A78    | 276                        | 1      | 2008      | | Oorspronkelijk bedoeld voor Qbuzz als nummer 2026, maar is daar nooit in dienst gekomen en in 2012 verkocht aan Arriva Touring. Later naar Van Kooten Reizen en per december 2014 naar Van Driel. |            |
| Arriva Touring             | Lion's City TÜ            | A78    | 277                        | 1      | 2008      | | Ex-Connexxion 3149 |            |
| Arriva Touring             | Lion's City 12H           | n.v.t. | 1101-1108                  | 8      | 2020      | Schiphol Landside, Fietsbus Afsluitdijk                                                                | |            |
| BBA                        | Lion's City G CNG         | A23    | 6609-6615                  | 7      | 2006      | Valleilijn                                                                                             | Naar Veolia Transport onder dezelfde nummers. |            |
| B&R Tours en Travel        | Lion's City TÜ            | A78    | 3826                       | 1      | 2007      | (Versterkings)ritten voor Connexxion in Amstelland-Meerlanden                                          | Deze bussen waren gehuurd van Connexxion. |            |
| B&R Tours en Travel        | Lion's City TÜ            | A78    | 3834                       | 1      | 2007      | (Versterkings)ritten voor Connexxion in Amstelland-Meerlanden                                          | Deze bussen waren gehuurd van Connexxion. |            |
| B&R Tours en Travel        | Lion's City TÜ            | A78    | 3842                       | 1      | 2007      | (Versterkings)ritten voor Connexxion in Amstelland-Meerlanden                                          | Deze bussen waren gehuurd van Connexxion. |            |
| B&R Tours en Travel        | Lion's City TÜ            | A78    | 3850                       | 1      | 2007      | (Versterkings)ritten voor Connexxion in Amstelland-Meerlanden                                          | Deze bussen waren gehuurd van Connexxion. |            |
| B&R Tours en Travel        | Lion's City TÜ            | A78    | 3856                       | 1      | 2007      | (Versterkings)ritten voor Connexxion in Amstelland-Meerlanden                                          | Deze bussen waren gehuurd van Connexxion. |            |
| B&R Tours en Travel        | Lion's City TÜ            | A78    | 3877                       | 1      | 2007      | (Versterkings)ritten voor Connexxion in Amstelland-Meerlanden                                          | Deze bussen waren gehuurd van Connexxion. |            |
| B&R Tours en Travel        | Lion's City TÜ            | A78    | 3910                       | 1      | 2007      | (Versterkings)ritten voor Connexxion in Amstelland-Meerlanden                                          | Deze bussen waren gehuurd van Connexxion. |            |
| B&R Tours en Travel        | Lion's City TÜ            | A78    | 3923                       | 1      | 2007      | (Versterkings)ritten voor Connexxion in Amstelland-Meerlanden                                          | Deze bussen waren gehuurd van Connexxion. |            |
| B&R Tours en Travel        | Lion's City TÜ            | A78    | 3938-3940                  | 3      | 2007      | (Versterkings)ritten voor Connexxion in Amstelland-Meerlanden                                          | Deze bussen waren gehuurd van Connexxion. |            |
| B&R Tours en Travel        | Lion's City TÜ            | A78    | 8881                       | 1      | 2006      | (Versterkings)ritten voor Connexxion in Amstelland-Meerlanden                                          | Deze bussen waren gehuurd van Connexxion. |            |
| Besseling Travel           | Lion's City TÜ            | A78    | 301-304                    | 4      | 2008      | Tourvervoer en versterkingsritten voor Syntus Gelderland.                                              | Oorspronkelijk gebouwd als Qbuzz 1057, 1095-1097, maar nooit afgenomen. 1095-1097 hebben bij Connexxion gereden als 3146-3148. Deze bussen hebben daarna bij Van den Broek/Van Mil Tours gereden. Bussen reden in de kleurstelling van Syntus Gelderland. Alle bussen zijn uit dienst genomen. |            |
| Bruinsma Rijopleidingen    | Lion's Classic            | A72    | BL-NS-76                   | 1      | 2001      | | |            |
| Connexxion                 | Lion's City CNG           | A21    | 2956-2987                  | 32     | 2008-2009 | Zeeland                                                                                                | Reden eerst alleen in Midden-Zeeland. Hadden eerst witte kleurstelling met Connexxion-logo's, maar hebben een nieuwe kleurstelling gekregen (DoorZeeland) met onder andere de kenmerkende duinen en Deltawerken. De 2958, 2964, 2968, 2969, 2978, 2982 en 2987 gingen per maart 2023 naar Hermes. |            |
| Connexxion                 | Lion's City TÜ            | A78    | 3146-3149                  | 4      | 2008      | Gooi en Vechtstreek, Noord-Holland Noord.                                                              | Uit dienst bij Connexxion. Eerder reed de 3146 in Noord-Holland Noord en 3147-3149 reden in de concessie Gooi en Vechtstreek. Deze bussen waren oorspronkelijk bedoeld voor Qbuzz Rotterdam (ex-Qbuzz 1095, 1096, 1097, 1100). 3146 en 3148 gingen naar Besseling Travel. 3147 naar Van den Broek/Van Mil Tours en de 3149 naar Arriva Touring. |            |
| Connexxion                 | Lion's City CNG           | A21    | 3150                       | 1      | 2008      | Haarlem-IJmond                                                                                         | Ex Arriva 561 |            |
| Connexxion                 | Lion's City CNG           | A21    | 3600-3683                  | 84     | 2005      | Haarlem-IJmond                                                                                         | Uit dienst eind 2020, merendeel heeft bijna 15 jaar dienst gedaan. |            |
| Connexxion                 | Lion's City TÜ            | A78    | 3813-3941                  | 128    | 2007      | Amstelland-Meerlanden                                                                                  | De 3824, 3826, 3828, 3840, 3842, 3850, 3855, 3856, 3862, 3865, 3866, 3887, 3893, 3895, 3898, 3906, 3918, 3929, 3938 en 3940 zijn verkocht aan TCR als 466-485. 3817, 3819, 3821, 3827, 3848, 3851, 3853, 3859, 3863, 3869, 3872, 3873, 3878, 3879, 3883, 3886, 3888, 3889, 3894, 3896, 3901, 3903, 3905, 3910, 3913, 3914, 3919, 3922, 3928, 3930, 3931, 3933, 3935, 3937 en 3939 gingen naar Qbuzz voor inzet in DMG. De 3904 rijdt voor South West Tours. 33 bussen reden in de R-net kleuren. Uit dienst. |            |
| Connexxion                 | Lion's City TÜ            | A78    | 4002                       | 1      | 2007      | Amstelland-Meerlanden                                                                                  | De 3824, 3826, 3828, 3840, 3842, 3850, 3855, 3856, 3862, 3865, 3866, 3887, 3893, 3895, 3898, 3906, 3918, 3929, 3938 en 3940 zijn verkocht aan TCR als 466-485. 3817, 3819, 3821, 3827, 3848, 3851, 3853, 3859, 3863, 3869, 3872, 3873, 3878, 3879, 3883, 3886, 3888, 3889, 3894, 3896, 3901, 3903, 3905, 3910, 3913, 3914, 3919, 3922, 3928, 3930, 3931, 3933, 3935, 3937 en 3939 gingen naar Qbuzz voor inzet in DMG. De 3904 rijdt voor South West Tours. 33 bussen reden in de R-net kleuren. Uit dienst. |            |
| Connexxion                 | Lion's City LE1           | A78    | 5132-5166                  | 35     | 2009      | Voorne-Putten (oosrpronkelijk), Delft (lijn 61)                                                        | De 5149 en 5166 rijden in Amstelland-Meerlanden. De 5145 is naar Syntus gegaan als 5415. De rest is geëxporteerd. |            |
| Connexxion                 | Lion's City CNG           | A21    | 6631-6744 serie incompleet | 115    | 2009      | Haaglanden Streek                                                                                      | Deze bussen reden tot december 2016 bij Veolia Transport. Na concessieovergang in 2019 zijn diverse bussen naar Breng, HTM en Syntus gegaan. De bussen die niet naar HTM zijn gegaan, rijden niet meer in Haaglanden. |            |
| Connexxion                 | Lion's City CNG           | A21    | 6746-6758                  | 13     | 2009      | Haaglanden Streek                                                                                      | Deze bussen reden tot december 2016 bij Veolia Transport. Na concessieovergang in 2019 zijn diverse bussen naar Breng, HTM en Syntus gegaan. De bussen die niet naar HTM zijn gegaan, rijden niet meer in Haaglanden. |            |
| Connexxion                 | Lion's City CNG (3-deurs) | A21    | 6766-6775                  | 10     | 2011      | Haaglanden Streek                                                                                      | Ex-HTM 1116-1120, 1130, 1132-1135 die zijn aangeschaft ter vervanging van de 6636, 6637, 6646, 6713, 6719, 6745 en 6750. Zijn naar EBS gegaan. De 6767 - 6769 en 6772 gingen in 2020 terug naar HTM. |            |
| Connexxion                 | Lion's City T             | A78    | 8729-8791                  | 63     | 2006      | Gooi en Vechtstreek                                                                                    | De 8785 reed bij Leo Ringelberg Touringcars. |            |
| Connexxion                 | Lion's City T             | A78    | 8829-8882                  | 54     | 2006      | Tot december 2008: Provincie Utrecht Verhuisd naar o.a. Noord- & Zuidwest Fryslân, Alkmaar en Zeeland. | Enkele bussen naar Connexxion Tours. |            |
| Connexxion                 | Lion's City G             | A23    | 9241-9247                  | 7      | 2008      | Schiphol Sternet, Zeeland                                                                              | Ex Hermes Eindhoven. Reden van januari 2017 tot april 2018 op het Schiphol Sternet. Daarna is de hele serie teruggegaan naar Hermes, de 9241 is per september 2024 weer gaan rijden bij Connexxion. Anno september 2024 rijdt de 9241 in Zeeland en rijden de 9246 en 9247 bij Hermes in Eindhoven. |            |
| Connexxion                 | Lion's City G CNG         | A23    | 9264-9274                  | 11     | 2009      | Zeeland                                                                                                | Reden eerst alleen in Midden-Zeeland. Hadden eerst witte kleurstelling met Connexxion-logo's, maar hebben een nieuwe kleurstelling gekregen (DoorZeeland) met onder andere de kenmerkende duinen en Deltawerken. De 9265 en 9269 gingen per augustus 2024 naar Hermes, gevolgd door de 9272 en 9273 in november 2024. |            |
| Van Dijk                   | Lion's City               | A21    | 814                        | 1      | 2014      | Oost-Brabant                                                                                           | |            |
| Drenthe Tours              | Lion's City TÜ            | A78    | 71-72                      | 2      | 2008      | Groningen/Drenthe                                                                                      | Deze bussen waren oorspronkelijk bedoeld voor Qbuzz Rotterdam (ex-Qbuzz 1092, 1094, 1096). |            |
| Drenthe Tours              | Lion's City TÜ            | A78    | 77                         | 1      | 2008      | Groningen/Drenthe                                                                                      | Verkocht aan Besseling als 304. |            |
| EBS                        | Lion's City CNG (3-deurs) | A21    | 6766-6775                  | 10     | 2011      | Haaglanden Streek, Voorne-Putten en Rozenburg                                                          | Voorheen Connexxion 6766-6775, daarvoor HTM 1116-1120, 1130, 1132-1135. De 6767-6769 en 6772 gingen in 2020 terug naar HTM. |            |
| Gebo Tours                 | Lion's City CNG           | A21    | 900                        | 1      | 2006      | Midden Overijssel                                                                                      | Rovabus, ex-Connexxion 3150 |            |
| Gebo Tours                 | Lion's City CNG           | A21    | 47-BJZ-8                   | 1      | 2017      | IJsselmond                                                                                             | Rova groenbus |            |
| Hermes                     | Lion's City (3-deurs)     | A37    | 1050                       | 1      | 2008      | Eindhoven                                                                                              | Testbus |            |
| Hermes                     | Lion's City CNG           | A21    | 2958                       | 1      | 2009      | Stadsregio Arnhem Nijmegen                                                                             | Voorheen Connexxion Zeeland |            |
| Hermes                     | Lion's City CNG           | A21    | 2964                       | 1      | 2009      | Stadsregio Arnhem Nijmegen                                                                             | Voorheen Connexxion Zeeland |            |
| Hermes                     | Lion's City CNG           | A21    | 2968                       | 1      | 2009      | Stadsregio Arnhem Nijmegen                                                                             | Voorheen Connexxion Zeeland |            |
| Hermes                     | Lion's City CNG           | A21    | 2969                       | 1      | 2009      | Stadsregio Arnhem Nijmegen                                                                             | Voorheen Connexxion Zeeland |            |
| Hermes                     | Lion's City CNG           | A21    | 2978                       | 1      | 2009      | Stadsregio Arnhem Nijmegen                                                                             | Voorheen Connexxion Zeeland |            |
| Hermes                     | Lion's City CNG           | A21    | 2982                       | 1      | 2009      | Stadsregio Arnhem Nijmegen                                                                             | Voorheen Connexxion Zeeland |            |
| Hermes                     | Lion's City CNG           | A21    | 2987                       | 1      | 2009      | Stadsregio Arnhem Nijmegen                                                                             | Voorheen Connexxion Zeeland |            |
| Hermes                     | Lion's City (3-deurs)     | A37    | 3151                       | 1      | 2008      | SRE | Reed in het wit. |            |
| Hermes                     | Lion's City (3-deurs)     | A37    | 3405-3478                  | 74     | 2008      | Eindhoven                                                                                              | De 3408 reed tot februari 2020 bij TCR. De 3406-3407, 3409, 3410, 3412, 3413, 3418, 3420, 3422-3426, 3429-3430, 3435-3442, 3444, 3449, 3451, 3453-3454, 3458-3459, 3462, 3464-3468 en 3470-3473 zijn naar de RET gegaan om op het vervangend busvervoer van de Hoekse Lijn te gaan rijden. 3476 en 3478 zijn aan Havi verkocht voor de Visit Veluwe Express. De andere bussen hebben in de Bravo-huisstijl gereden.                                                                                          |            |
| Hermes                     | Lion's City CNG           | A21    | 5300-5443                  | 144    | 2012      | Stadsregio Arnhem Nijmegen                                                                             | De 5365-5379 droegen tot februari 2020 ook TCR nummers 520-533. De 5380-5400 en 5424-5443 rijden in luxere uitvoering voor Brengdirect-lijnen. |            |
| Hermes                     | Lion's City CNG           | A21    | 6662                       | 1      | 2009      | Stadsregio Arnhem Nijmegen                                                                             | Voorheen Connexxion Haaglanden, daarvoor Veolia Haaglanden. |            |
| Hermes                     | Lion's City CNG           | A21    | 6663                       | 1      | 2009      | Stadsregio Arnhem Nijmegen                                                                             | Voorheen Connexxion Haaglanden, daarvoor Veolia Haaglanden. |            |
| Hermes                     | Lion's City CNG           | A21    | 6680                       | 1      | 2009      | Stadsregio Arnhem Nijmegen                                                                             | Voorheen Connexxion Haaglanden, daarvoor Veolia Haaglanden. |            |
| Hermes                     | Lion's City CNG           | A21    | 6681                       | 1      | 2009      | Stadsregio Arnhem Nijmegen                                                                             | Voorheen Connexxion Haaglanden, daarvoor Veolia Haaglanden. |            |
| Hermes                     | Lion's City CNG           | A21    | 6690                       | 1      | 2009      | Stadsregio Arnhem Nijmegen                                                                             | Voorheen Connexxion Haaglanden, daarvoor Veolia Haaglanden. |            |
| Hermes                     | Lion's City CNG           | A21    | 6690                       | 1      | 2009      | Stadsregio Arnhem Nijmegen                                                                             | Voorheen Connexxion Haaglanden, daarvoor Veolia Haaglanden. |            |
| Hermes                     | Lion's City CNG           | A21    | 6696                       | 1      | 2009      | Stadsregio Arnhem Nijmegen                                                                             | Voorheen Connexxion Haaglanden, daarvoor Veolia Haaglanden. |            |
| Hermes                     | Lion's City CNG           | A21    | 6732                       | 1      | 2009      | Stadsregio Arnhem Nijmegen                                                                             | Voorheen Connexxion Haaglanden, daarvoor Veolia Haaglanden. |            |
| Hermes                     | Lion's City CNG           | A21    | 6743                       | 1      | 2009      | Stadsregio Arnhem Nijmegen                                                                             | Voorheen Connexxion Haaglanden, daarvoor Veolia Haaglanden. |            |
| Hermes                     | Lion's City CNG           | A21    | 6752                       | 1      | 2009      | Stadsregio Arnhem Nijmegen                                                                             | Voorheen Connexxion Haaglanden, daarvoor Veolia Haaglanden. |            |
| Hermes                     | Lion's City CNG           | A21    | 6754                       | 1      | 2009      | Stadsregio Arnhem Nijmegen                                                                             | Voorheen Connexxion Haaglanden, daarvoor Veolia Haaglanden. |            |
| Hermes                     | Lion's City CNG           | A21    | 6758                       | 1      | 2009      | Stadsregio Arnhem Nijmegen                                                                             | Voorheen Connexxion Haaglanden, daarvoor Veolia Haaglanden. |            |
| Hermes                     | Lion's City G             | A23    | 9241-9247                  | 7      | 2008      | Stadsregio Arnhem Nijmegen, Zuidoost-Brabant                                                           | Anno april 2025 rijden de 9246 en 9247 in Eindhoven. Voorheen reed de gehele serie op de stadsdienst van Eindhoven. In 2017 ging deze serie tijdelijk naar Connexxion voor inzet in en rond Schiphol, om in 2018 weer terug te keren bij Hermes (9241-9245 in Arnhem Nijmegen en 9246 en 9247 in Eindhoven). Per september 2024 is de 9241 weer naar Connexxion gegaan voor inzet in Zeeland. |            |
| Hermes                     | Lion's City G CNG         | A23    | 9265                       | 1      | 2009      | Stadsregio Arnhem Nijmegen                                                                             | Voorheen Connexxion Zeeland |            |
| Hermes                     | Lion's City G CNG         | A23    | 9269                       | 1      | 2009      | Stadsregio Arnhem Nijmegen                                                                             | Voorheen Connexxion Zeeland |            |
| Hermes                     | Lion's City G CNG         | A23    | 9272                       | 1      | 2009      | Stadsregio Arnhem Nijmegen                                                                             | Voorheen Connexxion Zeeland |            |
| Hermes                     | Lion's City G CNG         | A23    | 9273                       | 1      | 2009      | Stadsregio Arnhem Nijmegen                                                                             | Voorheen Connexxion Zeeland |            |
| HTM                        | Lion's City CNG (3-deurs) | A21    | 1001-1135                  | 135    | 2009-2011 | Den Haag                                                                                               | 1116-1135 waren overbodig en zijn aan Syntus en Connexxion verkocht. 1117-1119 en 1132 zijn in 2020 teruggekeerd. 1041 is in 2023 geëxporteerd. 1039, 1042 en 1058 zijn in 2025 uit dienst gehaald. |            |
| HTM                        | Lion's City CNG           | A21    | 1201-1210                  | 10     | 2009      | Den Haag                                                                                               | Deze bussen rijden als tramvervangend vervoer. Ex Veolia/Connexxion Haaglanden 6641, 6643, 6645, 6652, 6659, 6660, 6665-6667, 6671. |            |
| HTM                        | Lion's City G CNG         | A23    | 1220-1222                  | 3      | 2008      | Den Haag                                                                                               | Ex Syntus 5298, 5247, 5248. |            |
| HTM                        | Lion's City CNG           | A21    | 6636-6637                  | 2      | 2009      | | Ex-Keolis 9102 - 9107 exex-Veolia 6636, 6637, 6646, 6713, 6719, 6750 |            |
| HTM                        | Lion's City CNG           | A21    | 6646                       | 1      | 2009      | | Ex-Keolis 9102 - 9107 exex-Veolia 6636, 6637, 6646, 6713, 6719, 6750 |            |
| HTM                        | Lion's City CNG           | A21    | 6713                       | 1      | 2009      | | Ex-Keolis 9102 - 9107 exex-Veolia 6636, 6637, 6646, 6713, 6719, 6750 |            |
| HTM                        | Lion's City CNG           | A21    | 6719                       | 1      | 2009      | | Ex-Keolis 9102 - 9107 exex-Veolia 6636, 6637, 6646, 6713, 6719, 6750 |            |
| HTM                        | Lion's City CNG           | A21    | 6750                       | 1      | 2009      | | Ex-Keolis 9102 - 9107 exex-Veolia 6636, 6637, 6646, 6713, 6719, 6750 |            |
| Jacob Balk                 | Lion's City TÜ            | A72    | 71                         | 1      | 2000      | | Ex Zeebra Tours |            |
| JoJo Tours                 | Lion's Classic            | A72    | 25                         | 1      | 2000      | | tourbus |            |
| Julianatoren               | Lion's City T             | A78    | BS-HB-31                   | 1      | 2006      | Pendelvervoer                                                                                          | Ex demobus |            |
| Keolis Nederland           | Lion's City L             | A26    | 6001-6057                  | 57     | 2017      | Almere (allGo)                                                                                         | |            |
| Keolis Nederland           | Lion's City L LE          | A44    | 6101-6133                  | 33     | 2017      | R-net lijnen van allGo                                                                                 | |            |
| Keolis Nederland           | Lion's City               | A37    | 6201-6210                  | 10     | 2017      | Minder drukke ritten in Almere (allGo)                                                                 | Gingen per augustus 2024 naar Syntus Utrecht en werden vernummerd naar 1301-1310. |            |
| Keolis Nederland           | Lion's City G             | A23    | 8401-8412                  | 12     | 2017      | Utrecht Buiten (U-liner)                                                                               | Ex Keolis Sverige 4069-4080 |            |
| Van der Laan               | Lion's City 12C           | nvt    | 53                         | 1      | 2023      | Pendelvervoer Schiphol                                                                                 | Rijdt als 'Quick Parking'-busdienst |            |
| Van der Laan               | Lion's City               | A37    | 68-BNS-1, 22-BNP-6         | 2      | 2019      | Pendelvervoer Schiphol                                                                                 | Rijden als 'Quick Parking'-busdienst |            |
| Leo Ringelberg Touringcars | Lion's City T             | A78    | 52                         | 1      | 2006      | | Ex Connexxion 8785 |            |
| Met en Co                  | Lion's City               | A37    | 8                          | 1      | 2008      | Pendelvervoer Schiphol                                                                                 | Voorheen Havi, daarvoor Hermes 3476 |            |
| Met en Co                  | Lion's City               | A37    | 9                          | 1      | 2008      | Pendelvervoer Schiphol                                                                                 | Voorheen Havi, daarvoor Hermes 3478 |            |
| Novio                      | Lion's City T             | A78    | 8847                       | 1      | 2005      | Arnhem-Nijmegen                                                                                        | Ex-Connexxion |            |
| Party Express              | Lion's City TÜ            | A78    | BT-LS-07                   | 1      | 2008      | | Ex South West Tours, was oorspronkelijk Connexxion 3904. |            |
| Partyschoolbus             | Lion's City TÜ            | A78    | 2                          | 1      | 2008      | | Ex Van Driel 345 |            |
| Pouw Vervoer               | Lion's City G             | A23    | 346                        | 1      | 2010      | Pendelvervoer                                                                                          | Ex-Veolia 6752, naar Arriva. |            |
| Pouw Vervoer               | Lion's City G             | A23    | 347                        | 1      | 2010      | Pendelvervoer                                                                                          | Ex Veolia 6756, naar Arriva |            |
| Qbuzz                      | Lion's City TÜ            | A78    | 1001-1056                  | 56     | 2008      | Rotterdam                                                                                              | Serie liep eigenlijk door tot 1100. Een aantal bussen is nooit afgenomen. 1057 en 1095-1097 zijn naar Besseling. 1092 en 1094 zijn aan Drenthe Tours verkocht. geëxporteerd. 1100 is de ex-Connexxion 3149. 1091, 1093 en 1099 verhuisden naar Zuidoost-Fryslân. In december 2012 zijn de bussen die in Rotterdam aanwezig waren overgenomen door RET. |            |
| Qbuzz                      | Lion's City TÜ            | A78    | 1058-1090                  | 33     | 2008      | Rotterdam                                                                                              | Serie liep eigenlijk door tot 1100. Een aantal bussen is nooit afgenomen. 1057 en 1095-1097 zijn naar Besseling. 1092 en 1094 zijn aan Drenthe Tours verkocht. geëxporteerd. 1100 is de ex-Connexxion 3149. 1091, 1093 en 1099 verhuisden naar Zuidoost-Fryslân. In december 2012 zijn de bussen die in Rotterdam aanwezig waren overgenomen door RET. |            |
| Qbuzz                      | Lion's City TÜ            | A78    | 2001-2041 serie incompleet | 37     | 2008      | Zuidoost-Fryslân                                                                                       | 2012, 2017 en 2035 zijn op 24 november 2011 afgebrand bij de busremise in Oosterwolde, 2026 is nooit bij Qbuzz op dienst gekomen door een aanrijding tijdens het transport vanaf de fabriek, maar is per december 2012 in dienst bij Arriva Touring gekomen. |            |
| Qbuzz                      | Lion's City CNG           | A21    | 2050-2056                  | 7      | 2009      | Zuidoost-Fryslân                                                                                       | |            |
| Qbuzz                      | Lion's City TÜ            | A78    | D6101-D6135                | 35     | 2007      | Dordrecht en R-net                                                                                     | Ex-Connexxion 3817, 3819, 3821, 3827, 3848, 3851, 3853, 3859, 3863, 3869, 3872, 3873, 3878, 3879, 3883, 3886, 3888, 3889, 3894, 3896, 3901, 3903, 3905, 3910, 3913, 3914, 3919, 3922, 3928, 3930, 3931, 3933, 3935, 3937, 3939. Tijdelijke bussen wegens vertraagde instroom Ebusco's. Uit dienst. |            |
| Qbuzz                      | Lion's City TÜ            | A78    | 6143                       | 1      | 2007      | Dordrecht en R-net                                                                                     | Ex-D6112, Uit dienst |            |
| Qbuzz                      | Lion's City TÜ            | A78    | 6163-6165                  | 3      | 2007      | Dordrecht en R-net                                                                                     | Ex D6118, D6122, D6123, Uit dienst |            |
| Qbuzz                      | Lion's City TÜ            | A78    | 6168                       | 1      | 2007      | Dordrecht en R-net                                                                                     | Ex D6126, Uit dienst |            |
| Qbuzz                      | Lion's City TÜ            | A78    | 6169                       | 1      | 2007      | Dordrecht en R-net                                                                                     | Ex D6130, Uit dienst |            |
| Qbuzz                      | Lion's City L LE          | A44    | 7651-7661                  | 11     | 2017      | Groningen-Drenthe (Qliner)                                                                             | Ex Bliva (Zweden). |            |
| Quick Parking              | Lion's City TÜ            | A78    | BT-LR-08                   | 1      | 2007      | Pendelvervoer Schiphol en Zaventem                                                                     | Ex-Qbuzz 6101, voorheen Connexxion 3819. Buiten dienst |            |
| Quick Parking              | Lion's City TÜ            | A78    | BT-NP-53                   | 1      | 2007      | Pendelvervoer Schiphol en Zaventem                                                                     | Ex-Qbuzz 6121, voorheen Connexxion 3934, Buiten dienst |            |
| Quick Parking              | Lion's City LE            | A78    | BX-GT-53                   | 1      | 2009      | Pendelvervoer Schiphol                                                                                 | Ex-Connexxion 5163. Buiten dienst |            |
| Quick Parking              | Lion's City               | A37    | 68-BNS-1                   | 1      | 2019      | Pendelvervoer Schiphol                                                                                 | Naar Van der Laan |            |
| Quick Parking              | Lion's City               | A37    | 22-BNP-6                   | 1      | 2019      | Pendelvervoer Schiphol                                                                                 | Naar Van der Laan |            |
| RET                        | Lion's City TÜ            | A78    | 1001-1056                  | 56     | 2008      | Rotterdam                                                                                              | Voormalige Qbuzz-bussen die per december 2012 zijn overgenomen nadat RET het busvervoer op de streekdienst overnam van Qbuzz. |            |
| RET                        | Lion's City TÜ            | A78    | 1058-1090                  | 33     | 2008      | Rotterdam                                                                                              | Voormalige Qbuzz-bussen die per december 2012 zijn overgenomen nadat RET het busvervoer op de streekdienst overnam van Qbuzz. |            |
| RET                        | Lion's City               | A37    | 3406-3407                  | 2      | 2008      | Rotterdam                                                                                              | Ex Hermes Eindhoven. Deze bussen reden het vervangend busvervoer van de Hoekse Lijn. |            |
| RET                        | Lion's City               | A37    | 3409-3410                  | 2      | 2008      | Rotterdam                                                                                              | Ex Hermes Eindhoven. Deze bussen reden het vervangend busvervoer van de Hoekse Lijn. |            |
| RET                        | Lion's City               | A37    | 3412-3413                  | 2      | 2008      | Rotterdam                                                                                              | Ex Hermes Eindhoven. Deze bussen reden het vervangend busvervoer van de Hoekse Lijn. |            |
| RET                        | Lion's City               | A37    | 3418                       | 1      | 2008      | Rotterdam                                                                                              | Ex Hermes Eindhoven. Deze bussen reden het vervangend busvervoer van de Hoekse Lijn. |            |
| RET                        | Lion's City               | A37    | 3420                       | 1      | 2008      | Rotterdam                                                                                              | Ex Hermes Eindhoven. Deze bussen reden het vervangend busvervoer van de Hoekse Lijn. |            |
| RET                        | Lion's City               | A37    | 3422-3426                  | 5      | 2008      | Rotterdam                                                                                              | Ex Hermes Eindhoven. Deze bussen reden het vervangend busvervoer van de Hoekse Lijn. |            |
| RET                        | Lion's City               | A37    | 3429-3430                  | 2      | 2008      | Rotterdam                                                                                              | Ex Hermes Eindhoven. Deze bussen reden het vervangend busvervoer van de Hoekse Lijn. |            |
| RET                        | Lion's City               | A37    | 3435-3442                  | 8      | 2008      | Rotterdam                                                                                              | Ex Hermes Eindhoven. Deze bussen reden het vervangend busvervoer van de Hoekse Lijn. |            |
| RET                        | Lion's City               | A37    | 3444                       | 1      | 2008      | Rotterdam                                                                                              | Ex Hermes Eindhoven. Deze bussen reden het vervangend busvervoer van de Hoekse Lijn. |            |
| RET                        | Lion's City               | A37    | 3449                       | 1      | 2008      | Rotterdam                                                                                              | Ex Hermes Eindhoven. Deze bussen reden het vervangend busvervoer van de Hoekse Lijn. |            |
| RET                        | Lion's City               | A37    | 3451                       | 1      | 2008      | Rotterdam                                                                                              | Ex Hermes Eindhoven. Deze bussen reden het vervangend busvervoer van de Hoekse Lijn. |            |
| RET                        | Lion's City               | A37    | 3453-3454                  | 2      | 2008      | Rotterdam                                                                                              | Ex Hermes Eindhoven. Deze bussen reden het vervangend busvervoer van de Hoekse Lijn. |            |
| RET                        | Lion's City               | A37    | 3458-3459                  | 2      | 2008      | Rotterdam                                                                                              | Ex Hermes Eindhoven. Deze bussen reden het vervangend busvervoer van de Hoekse Lijn. |            |
| RET                        | Lion's City               | A37    | 3462                       | 1      | 2008      | Rotterdam                                                                                              | Ex Hermes Eindhoven. Deze bussen reden het vervangend busvervoer van de Hoekse Lijn. |            |
| RET                        | Lion's City               | A37    | 3464-3468                  | 5      | 2008      | Rotterdam                                                                                              | Ex Hermes Eindhoven. Deze bussen reden het vervangend busvervoer van de Hoekse Lijn. |            |
| RET                        | Lion's City               | A37    | 3470-3473                  | 4      | 2008      | Rotterdam                                                                                              | Ex Hermes Eindhoven. Deze bussen reden het vervangend busvervoer van de Hoekse Lijn. |            |
| Rova (Gebo Tours)          | Lion's City CNG           | A21    | 900                        | 1      | 2008      | IJssel-Vecht                                                                                           | Voorheen Connexxion 3150, daarvoor Arriva 561 |            |
| Rova (Gebo Tours)          | Lion's City CNG           | A21    | 901                        | 1      | 2017      | IJssel-Vecht                                                                                           | |            |
| Schiphol                   | Lion's City 12E           | n.v.t. | n.n.b.                     | 58     | 2025      | Platformdiensten                                                                                       | |            |
| Snelle Vliet               | Lion's City TÜ            | A78    | 195                        | 1      | 2008      | | Deze bus is naar Arriva Touring gegaan |            |
| Snelle Vliet               | Lion's City TÜ            | A78    | 205                        | 1      | 2006      | | Ex Connexxion 8767, uit dienst |            |
| Snelle Vliet               | Lion's City LE            | A78    | 212-216                    | 5      | 2009      | | Ex-Connexxion 5134, 5138, 5142, 5153, 5154 |            |
| South West Tours           | Lion's City CNG           | A21    | 25-27                      | 3      | 2005      | Treinvervangend vervoer, tourvervoer                                                                   | Ex-Connexxion 3610, 3620, 3682. South West Tours bezat ook de ex-Connexxion 3625, deze was onderdelenleverancier. |            |
| South West Tours           | Lion's City TÜ            | A78    | 40                         | 1      | 2008      | Treinvervangend vervoer, tourvervoer                                                                   | Ex-Connexxion 3904 |            |
| Syntus                     | Lion's City               | A37    | 1301-1310                  | 10     | 2017      | Provincie Utrecht                                                                                      | Ex-Keolis (allGo) 6201-6210 |            |
| Syntus                     | Lion's City G CNG         | A23    | 5245                       | 1      | 2008      | Valleilijn/Veluwelijn                                                                                  | Ex Arriva 255-258. 5247 en 5248 naar HTM als 1221-1222 |            |
| Syntus                     | Lion's City G CNG         | A23    | 5247-5249                  | 3      | 2008      | Valleilijn/Veluwelijn                                                                                  | Ex Arriva 255-258. 5247 en 5248 naar HTM als 1221-1222 |            |
| Syntus                     | Lion's City G CNG         | A23    | 5251-5257                  | 7      | 2006      | Valleilijn/Veluwelijn                                                                                  | Ex-Veolia Transport 6609-6615. Inmiddels buiten dienst gesteld. |            |
| Syntus                     | Lion's City G CNG         | A23    | 5298                       | 1      | 2008      | Valleilijn/Veluwelijn                                                                                  | Ex Arriva 259 en 260, reden op de reguliere streeklijnen en waren bedoeld als 5246 en 5250. 5298 naar HTM als 1220 |            |
| Syntus                     | Lion's City G CNG         | A23    | 5299                       | 1      | 2008      | Valleilijn/Veluwelijn                                                                                  | Ex Arriva 259 en 260, reden op de reguliere streeklijnen en waren bedoeld als 5246 en 5250. 5298 naar HTM als 1220 |            |
| Syntus                     | Lion's City CNG (3-deurs) | A21    | 5401-5410                  | 10     | 2011      | Stadsdienst Ede                                                                                        | Ex-HTM 1121-1129, 1131 |            |
| Syntus                     | Lion's City CNG           | A21    | 5412-5414                  | 3      | 2009      | Veluwe (lijn 184)                                                                                      | Ex-Veolia Transport/Connexxion Haaglanden 6688, 6714, 6748. |            |
| Syntus                     | Lion's City LE            | A78    | 5415                       | 1      | 2009      | Streekdienst Veluwe                                                                                    | Ex-Connexxion 5145 |            |
| Syntus                     | Lion's City CNG           | A21    | 9102-9107                  | 6      | 2009      | Stadsdiensten Amersfoort en Apeldoorn                                                                  | Ex-Veolia 6636, 6637, 6646, 6713, 6719, 6750. |            |
| TCR                        | Lion's City TÜ            | A78    | 466-485                    | 20     | 2007      | Brabant                                                                                                | Reden in opdracht van Arriva. Bussen waren de Connexxion 3824, 3826, 3828, 3840, 3842, 3850, 3855, 3856, 3862, 3865, 3866, 3887, 3893, 3895, 3898, 3906, 3918, 3929, 3938 en 3940. |            |
| TCR                        | Lion's City CNG           | A21    | 520-534                    | 15     | 2012      | Arnhem e.o.                                                                                            | Reden in opdracht van Breng (Hermes). Bussen waren gekoppeld aan Breng-nummers 5365-5379. Na het faillissement van TCR werden de bussen eigendom van Breng. |            |
| TCR                        | Lion's City               | A37    | 603                        | 1      | 2008      | Zuidoost-Brabant                                                                                       | Reed in opdracht van Hermes. Bus was gekoppeld aan Hermes-nummer 3408. Na het faillissement van TCR ging de bus terug naar Hermes. |            |
| TCR                        | Lion's City               | A21    | 607-608                    | 2      | 2010      | Brabant, pendelvervoer                                                                                 | Reden in opdracht van Arriva. Bussen waren de Veolia 6759 en 6760 |            |
| Tsjerk Hiddes              | Lion's City               | A21    | 05-BNP-5                   | 1      | 2010      | Parkeervervoer Harlingen                                                                               | Geïmporteerd uit Duitsland |            |
| Tsjerk Hiddes              | Lion's City               | A21    | 07-BNP-5                   | 1      | 2010      | Parkeervervoer Harlingen                                                                               | Geïmporteerd uit Duitsland |            |
| Van Driel                  | Lion's City LE1           | A78    | 316-317                    | 2      | 2016      | Almere                                                                                                 | |            |
| Van Driel                  | Lion's City LE1           | A78    | 338-340                    | 3      | 2015      | Brabant                                                                                                | |            |
| Van Driel                  | Lion's City TÜ            | A78    | 344-346                    | 3      | 2008      | Brabant                                                                                                | Ex-Connexxion 3149, Qbuzz 1091 en Qbuzz 2026. |            |
| Van Driel                  | Lion's City LE            | A78    | 350-351                    | 2      | 2017      | Almere                                                                                                 | |            |
| V.d. Broek van Mil Tours   | Lion's City TÜ            | A78    | BV-RF-47                   | 1      | 2008      | | Ex Connexxion 3147. |            |
| V.d. Broek van Mil Tours   | Lion's City TÜ            | A78    | BV-PJ-87                   | 1      | 2008      | | Oorspronkelijk gebouwd als Qbuzz 1057. |            |
| V.d. Broek van Mil Tours   | Lion's City LE            | A78    | 77                         | 1      | 2009      | Treinvervangend vervoer                                                                                | Ex Syntus 5415 |            |
| Van Kooten                 | Lion's City TÜ            | A78    | 1-3                        | 3      | 2008      | | Deze bussen rijden tegenwoordig bij Van Driel. |            |
| Veolia Transport           | Lion's City TÜ            | A78    | 200-201                    | 2      | 2008      | Lijn 81 in Delft                                                                                       | Ex-Qbuzz 1091 en 1099. Per 2014 buiten dienst gesteld. |            |
| Veolia Transport           | Lion's City TÜ            | A78    | 300-302                    | 3      | 2007      | Lijn 61 in Delft                                                                                       | Ex Connexxion. Waren gehuurd van TCR, waar ze de nummers 470, 478 en 480 dragen. |            |
| Veolia Transport           | Lion's City G CNG         | A23    | 6609-6615                  | 7      | 2006      | Valleilijn                                                                                             | Ex-BBA. Naar Syntus als 5251-5257. |            |
| Veolia Transport           | Lion's City CNG           | A21    | 6631-6758 serie incompleet | 128    | 2009      | Regio Haaglanden Streek                                                                                | De 6745 is op 29 oktober 2012 aan de Wittenburgerweg in Wassenaar uitgebrand. Op 12 april 2013 heeft de 6758 op de A20 tussen Maassluis en Vlaardingen in brand gestaan. Op zes bussen na, die tijdelijk naar Syntus Utrecht zijn gegaan, is deze serie in december 2016 naar Connexxion gegaan. Daarvan gingen er sinds augustus 2019 elf bussen naar Breng en drie naar Syntus Gelderland. |            |
| Veolia Transport           | Lion's City G             | A23    | 6759-6765                  | 7      | 2010      | Zuid-Limburg2                                                                                          | Zijn na buitendienststelling aan Arriva, Pouw en TCR verkocht. |            |

1 = Gemoderniseerde variant van de T die een gelijkvormige voor- en achterkant heeft als de lagevloer Lion's City's.
2 = 6762 reed in 2011 op lijn 491 Den Haag-Duinrell v.v., maar is na 2011 teruggegaan naar Limburg en vervangen door 2 gehuurde Den Oudsten B93 en 12 meter CNG-bussen.

## Inzet in België
In België is de Lion's City tot nu toe alleen verschenen bij enkele buspachters.
| Bedrijf                                         | Type                | Series                 | Aantal | Jaar            | Inzet                                            |
| ----------------------------------------------- | ------------------- | ---------------------- | ------ | --------------- | ------------------------------------------------ |
| Hansea (B&C, Turnhout)                          | Lion's City G (A23) | 111083                 | 1      | 2014            | De Lijn Antwerpen                                |
| Hansea (B&C, Turnhout)                          | Lion's City M (A47) | 105984                 | 1      | 2015            | De Lijn Antwerpen (Stadsnet Turnhout)            |
| Ferry Cars, (Eeklo)                             | Lion's City (A21)   | 220158-220159          | 2      | 2012-2013       | De Lijn Oost-Vlaanderen                          |
| Ferry Cars, (Eeklo)                             | Lion's City G (A23) | 220160                 | 1      | 2012            | De Lijn Oost-Vlaanderen                          |
| Ferry Cars, (Eeklo)                             | Lion's City (A21)   | 220161-220163          | 3      | 2012-2013       | De Lijn Oost-Vlaanderen                          |
| Zwalmbus, (Zottegem)                            | Lion's City G (A23) | 220620-220621          | 2      | 2013            | De Lijn Oost-Vlaanderen                          |
| Zwalmbus, (Zottegem)                            | Lion's City (A21)   | 220622-220623          | 2      | 2013            | De Lijn Oost-Vlaanderen                          |
| Zwalmbus, (Zottegem)                            | Lion's City G (A23) | 220625                 | 1      | 2013            | De Lijn Oost-Vlaanderen                          |
| Zwalmbus, (Zottegem)                            | Lion's City (A21)   | 220626                 | 1      | 2013            | De Lijn Oost-Vlaanderen                          |
| Seys-Coopman, (Aalter)                          | Lion's City G (A23) | 222222                 | 1      | 2013            | De Lijn Oost-Vlaanderen                          |
| Seys-Coopman, (Aalter)                          | Lion's City (A21)   | 222223-222224          | 2      | 2013            | De Lijn Oost-Vlaanderen                          |
| Emiel Lenoir, (Menen)                           | Lion's City (A21)   | 550436                 | 1      | 2013            | De Lijn West-Vlaanderen                          |
| Emiel Lenoir, (Menen)                           | Lion's City (A21)   | 550438                 | 1      | 2013            | De Lijn West-Vlaanderen                          |
| Hansea (Van Coillie-Verleyen, Torhout)          | Lion's City (A21)   | 550616                 | 1      | 2008            | De Lijn West-Vlaanderen                          |
| Van De Voorde (Wachtebeke)                      | Lion's City (A21)   | 221518                 | 1      | 2013            | De Lijn Oost-Vlaanderen                          |
| Hansea (Bus De Polder, Antwerpen)               | Lion's City (A21)   | 105008                 | 1      | 2007            | De Lijn Antwerpen                                |
| VRBO (Sylvae Tours, Herzele)                    | Lion's City (A21)   | 304225, 300692,300693¹ | 3      | 2008, 2010-2011 | De Lijn Vlaams-Brabant ¹ex-Van der Straeten      |
| VRBO (Van der Straeten)                         | Lion's City (A21)   | 300692-300693          | 2      | 2010-2011       | De Lijn Vlaams-Brabant Verkocht aan Sylvae Tours |
| Autobus Blaise (Sankt Vith)                     | Lion's City (A21)   | 752125                 | 1      | 2008            | TEC Liège-Verviers                               |
| Modern Toerisme (Asse)                          | Lion's City (A21)   | 302685                 | 1      | 2008, 2010      | De Lijn Vlaams-Brabant                           |
| Modern Toerisme (Asse)                          | Lion's City (A21)   | 302978-302979          | 2      | 2008, 2010      | De Lijn Vlaams-Brabant                           |
| Modern Toerisme (Asse)                          | Lion's City (A23)   | 302990                 | 1      | 2010            | De Lijn Vlaams-Brabant                           |
| Modern Toerisme (Asse)                          | Lion's City (A21)   | 303986                 | 1      | 2008, 2010      | De Lijn Vlaams-Brabant                           |
| Modern Toerisme (Asse)                          | Lion's City (A21)   | 304391-304396          | 6      | 2008, 2010      | De Lijn Vlaams-Brabant                           |
| Modern Toerisme (Asse)                          | Lion's City (A21)   | 309784                 | 1      | 2008, 2010      | De Lijn Vlaams-Brabant                           |
| Modern Toerisme (Asse)                          | Lion's City (A21)   | 331483                 | 1      | 2008, 2010      | De Lijn Vlaams-Brabant                           |
| Modern Toerisme (Asse)                          | Lion's City (A21)   | 331487                 | 1      | 2008, 2010      | De Lijn Vlaams-Brabant                           |
| P. Van Mullem (Boutersem)                       | Lion's City (A21)   | 301815-301816          | 2      | 2007-2008       | De Lijn Vlaams-Brabant                           |
| P. Van Mullem (Boutersem)                       | Lion's City (A21)   | 303303-303305          | 3      | 2007-2008       | De Lijn Vlaams-Brabant                           |
| P. Van Mullem (Boutersem)                       | Lion's City (A21)   | 303308                 | 1      | 2007-2008       | De Lijn Vlaams-Brabant                           |
| P. Van Mullem (Boutersem)                       | Lion's City (A21)   | 303406-303407          | 2      | 2007-2008       | De Lijn Vlaams-Brabant                           |
| P. Van Mullem (Boutersem)                       | Lion's City (A21)   | 330809                 | 1      | 2007-2008       | De Lijn Vlaams-Brabant                           |
| P. Van Mullem (Boutersem)                       | Lion's City (A21)   | 331510-331514          | 5      | 2007-2008       | De Lijn Vlaams-Brabant                           |
| P. Van Mullem (Intratours-Van Mullem Boutersem) | Lion's City (A21)   | 303325                 | 1      | 2011            | De Lijn Vlaams-Brabant                           |
| Autobus Peeters (Hannuit)                       | Lion's City (A21)   | 907122                 | 1      | 2007-2008       | TEC Wallon-Brabant                               |
| Autobus Peeters (Hannuit)                       | Lion's City (A21)   | 963121                 | 1      | 2007-2008       | TEC Wallon-Brabant                               |
| Autobus Peeters (Hannuit)                       | Lion's City (A21)   | 963123                 | 1      | 2007-2008       | TEC Wallon-Brabant                               |
| Pullman Bus (Gistoux)                           | Lion's City (A23)   | 901141                 | 1      | 2010            | TEC Wallon-Brabant                               |
| Pullman Bus (Gistoux)                           | Lion's City (A21)   | 901142                 | 1      | 2011            | TEC Wallon-Brabant                               |
| De Hauwere                                      | Lion's City (A21)   | 221241                 | 1      | 2011            | De Lijn Oost-Vlaanderen                          |
| Totaal                                          | Totaal              |                        | 63     |                 |                                                  |